# Procent
În matematică procentul este o modalitate de exprimare a unui număr ca fracție cu numitorul 100. Se notează folosind semnul % („procent”). De exemplu, 45 % (citit ca „patruzeci și cinci la sută” sau și „45 de procente”) este egal cu 45⁄100 sau {\displaystyle {\frac {45}{100}}} sau 0,45. 

## Proprietăți
Procentele sunt folosite pentru a exprima cât de mare sau mică este o cantitate în raport cu o altă cantitate. De exemplu, o creștere cu 0,15 € a unui preț de 2,50 € reprezintă o creștere cu o fracțiune de 0,15⁄2,50 = 0,06. Pentru a exprima acest raport ca procent, se mută virgula zecimală cu 2 poziții spre dreapta; creșterea va fi atunci de 6 %.
Dacă însă prețul inițial ar fi fost de exemplu de 8 €, atunci aceeași creștere cu 0,15 €, raportată acum la cei 8 €, ar reprezenta numai 0,15⁄8 = 0,01875 sau 1,875 %. 
Noțiunea de procent, reprezentând o evaluare „la sută”, este  utilizată pentru obținerea datelor comparative în operații cu date financiare, economice, demografice etc.
Simbolul % înseamnă 1/100, deci % = 1/100 și, în consecință, p % = p × 1/100 = p/100 pentru orice număr real p. 
Exemplu: 2 % = 2/100 = 0,02.
Orice număr poate fi scris sub formă de procent. n = n × 1 = n × 100 × 1/100 = 100 n %. Exemplul de mai sus: 0,45 = 100 × 0,45 % = 45 %. Alt exemplu: 37 = 37 × 100 % = 3.700 %.
A calcula un anumit procent p % dintr-un număr n se face înmulțind procentul cu numărul n: p % din n = (p/100) × n = n × p/100. Cuvântul "din" se înlocuiește cu înmulțirea „×”, iar p % cu p/100.